# Gare de Dirinon - Loperhet
La gare de Dirinon - Loperhet (anciennement Dirinon) est une gare ferroviaire française de la ligne de Savenay à Landerneau, située sur le territoire de la commune de Loperhet, à proximité de Dirinon, dans le département du Finistère en région Bretagne.
Elle est mise en service en 1867 par la Compagnie du chemin de fer de Paris à Orléans (PO). 
C'est une halte voyageurs de la Société nationale des chemins de fer français (SNCF), desservie par des trains express régionaux TER Bretagne.

## Situation ferroviaire
Établie à 102 mètres d'altitude, la gare de Dirinon - Loperhet est située au point kilométrique (PK) 758,187 de la ligne de Savenay à Landerneau (section à voie unique) entre les gares ouvertes de Pont-de-Buis et de Landerneau. En direction de Pont-de-Buis, s'intercalent, le viaduc de Daoulas et les gares fermées de Daoulas, d'Hanvec, de La Forêt-du-Cranou et Quimerc'h.
C'est une gare d'évitement qui comporte une deuxième voie pour le croisement des trains. En gare il y a également deux voies de service.
Avant d'arriver en gare en venant de Quimper, on trouve les embranchements particuliers (EP) de la ZI de Lannuzel (centrale EDF) au PK 756,075 et après la gare, à un kilomètre au nord au PK 758,890 celui de la Cobrena (en service). Ces deux embranchements sont uniquement accessibles côté impair de la circulation.

## Histoire
La station de Dirinon est mise en service le 16 décembre 1867 par la Compagnie du chemin de fer de Paris à Orléans (PO) lorsqu'elle ouvre à l'exploitation le prolongement, de Châteaulin à Landerneau, de sa ligne de Savenay à Châteaulin, qui permet le raccordement avec la ligne de Paris à Brest,.
La station de « quatrième catégorie » est établie à l'écart du village sur une « courbe de cinq cents mètres de rayon ». Elle dispose d'un bâtiment voyageurs d'un modèle type de la compagnie : sur une base rectangulaire, trois ouvertures avec un étage sous une toiture à deux pans en ardoise ; les façades présentent une alternance de lignes rouges (brique) et blanches (tuffeau ; le soubassement est fait de pierres de taille en granite, ici il s'agit du « granite rose de Laber ».
En 2004, les embranchements particulier de la Cobrena et de la centrale EDF ont généré un trafic d'une quinzaine de trains (dix Cobrena et cinq EDF).
En 2011, l'ancien bâtiment voyageurs n'est plus utilisé pour les voyageurs, mais est toujours utilisé par la SNCF. Un abri TER Bretagne de la dernière génération est installé sur le quai, il comporte un panneau bilingue avec le nouveau nom de la gare en français : « Dirinon-Loperhet » et en breton : « Dirinonn-Loperc'hed ». Ce changement de nom intervient à la suite de la demande de la commune de Loperhet sur laquelle est établie la gare.
Dans le cadre de la rénovation du tronçon entre Landerneau et Quimper, le bâtiment voyageurs fut démoli en 2017.

## Fréquentation
Selon les estimations de la SNCF, la fréquentation annuelle de la gare figure dans le tableau ci-dessous.
| Année               | 2015  | 2016  | 2017  | 2018  | 2019  | 2020  | 2021  | 2022   | 2023   |
| ------------------- | ----- | ----- | ----- | ----- | ----- | ----- | ----- | ------ | ------ |
| Nombre de voyageurs | 2 467 | 1 950 | 1 248 | 4 811 | 8 153 | 4 781 | 7 630 | 13 323 | 17 468 |

## Service des voyageurs

### Accueil
Halte SNCF c'est un point d'arrêt non géré (PANG) à accès libre.

### Desserte
Dirinon - Loperhet est desservie par des trains TER Bretagne de la relation Quimper-Landerneau-Brest.

### Intermodalité
Le stationnement des véhicules est possible à proximité de l'ancien bâtiment voyageurs.

Installations
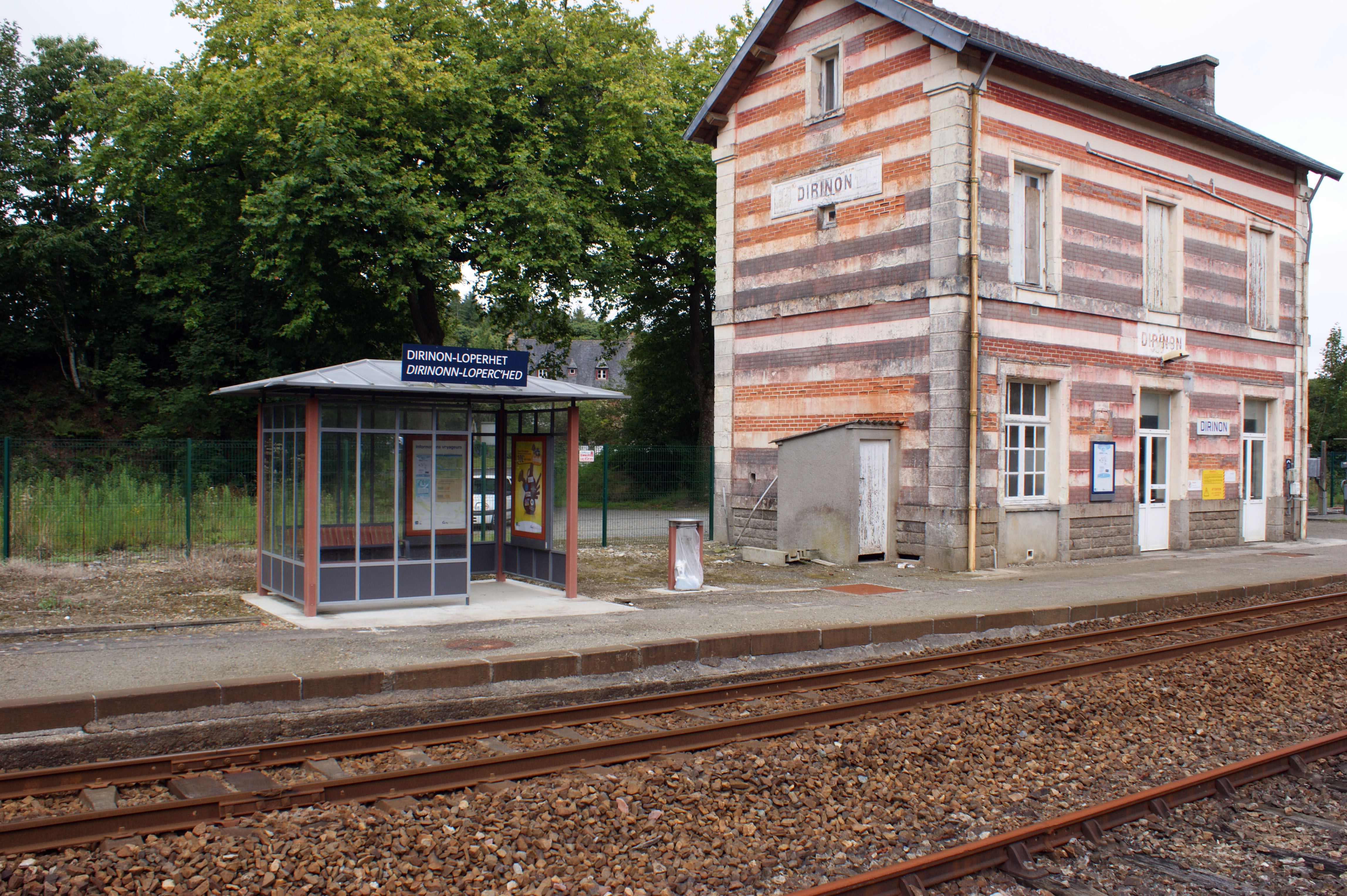
Abri de quai.
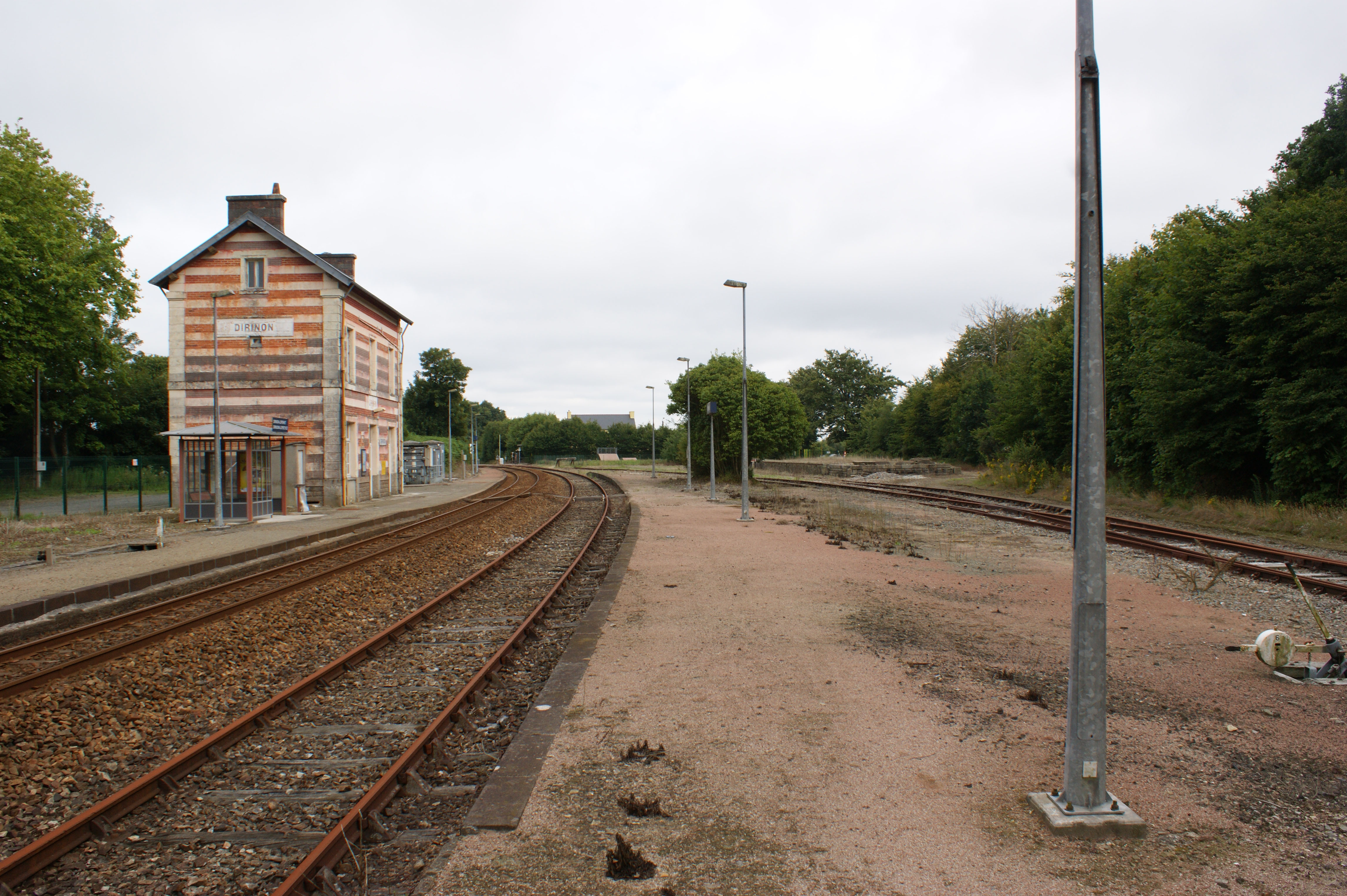
Vue direction de Quimper.
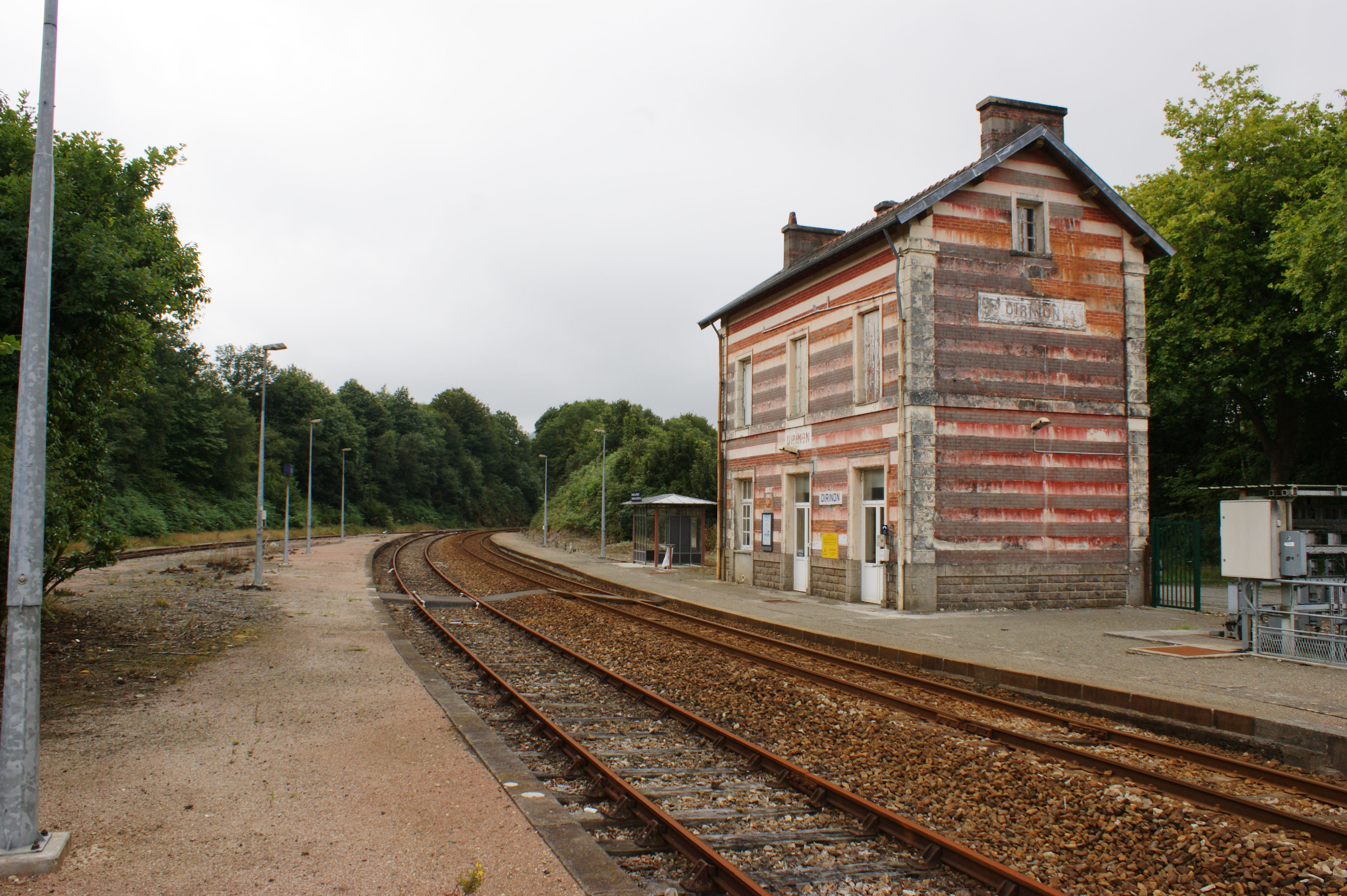
Vue direction de Landerneau.

## Service des Marchandises

### Organisation
Dépendant de la gare de Landerneau, Dirinon - Loperhet dispose de deux embranchements particuliers (EP), ZI de Lannuzel et Cobrena, situés de part et d'autre du site de la gare et de voies de service. un cheminement piéton spécifique pour les cheminots permet de rejoindre à pied les deux EP.
En 2011, le service était limité a des trains massifs pour l'EP Cobrena.

Installations infra
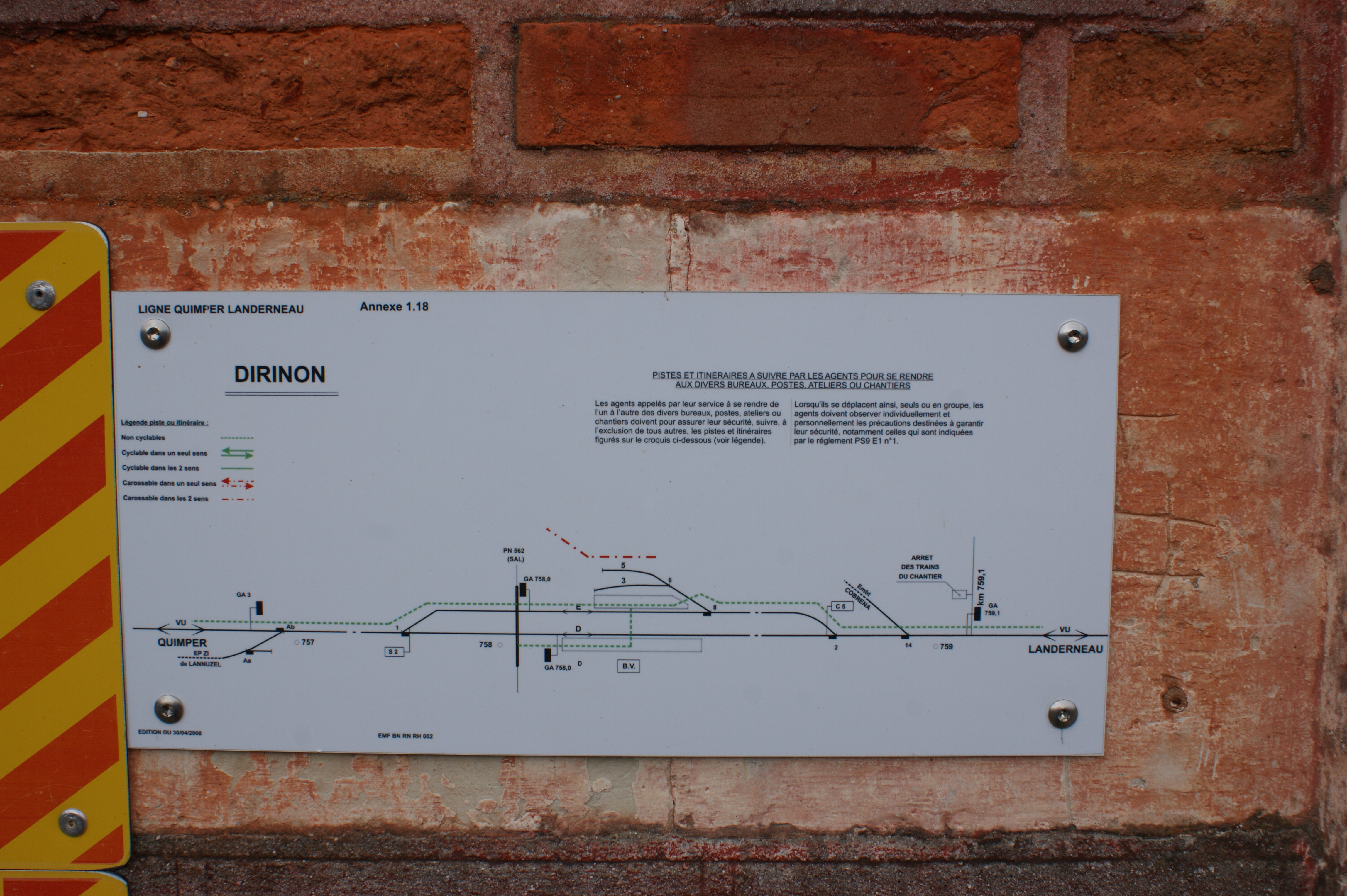
Plan de la gare.
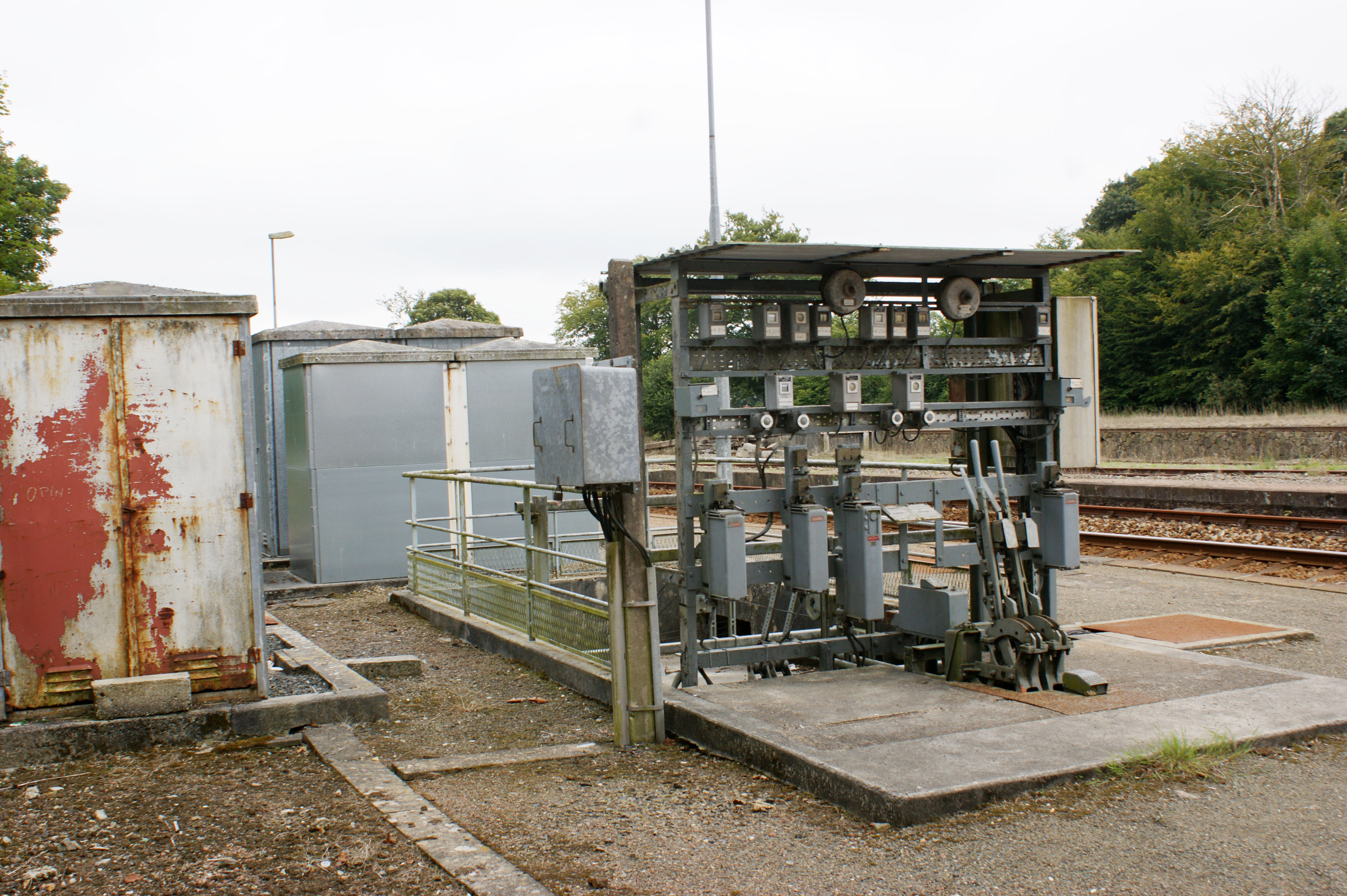
Poste d'aiguillage.
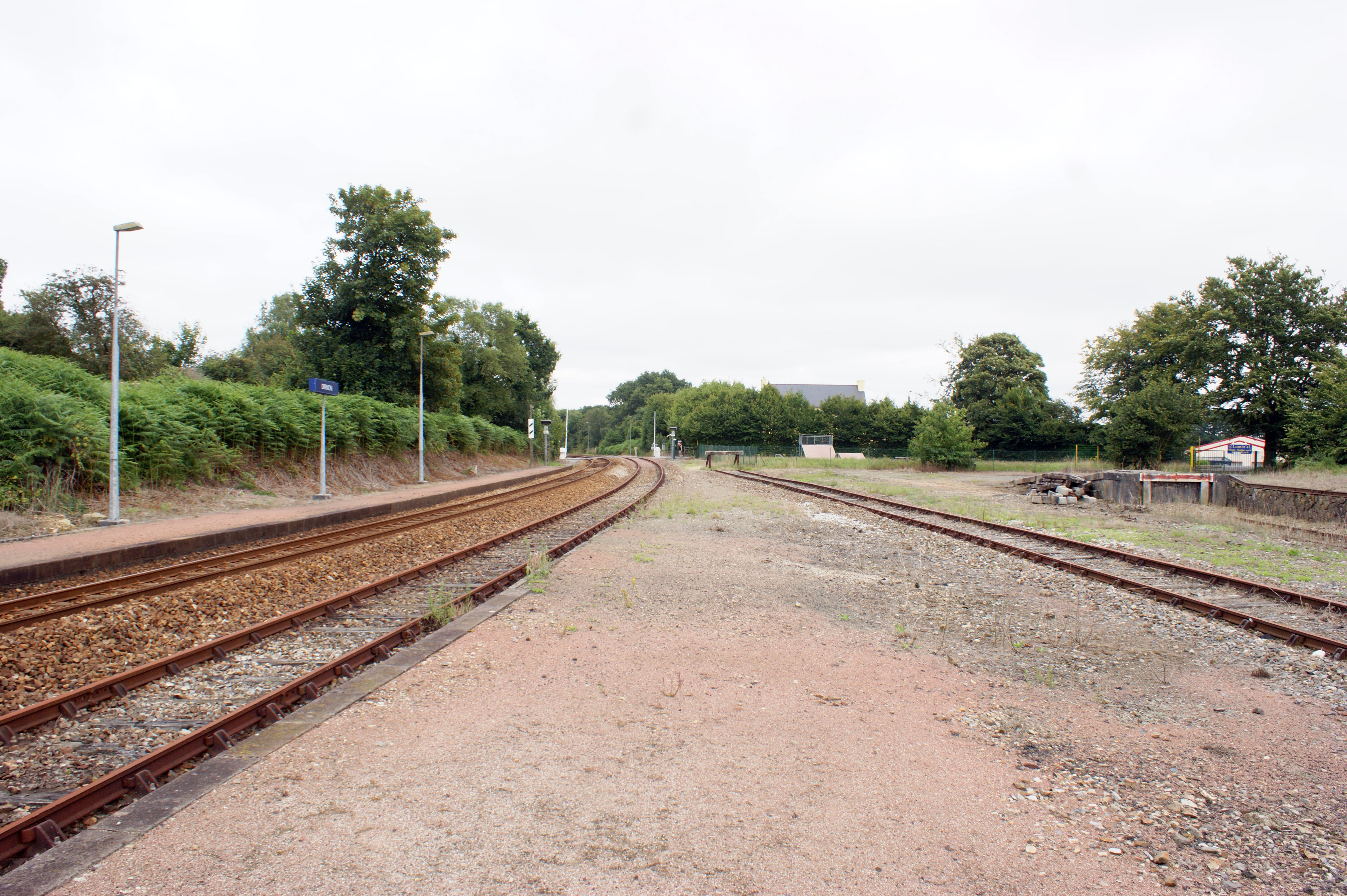
Voies de service.

### EP ZI de Lannuzel
Situé en direction de Quimper, il dessert la centrale EDF de Dirinon.
De son ouverture en 1981 à 1989, l'approvisionnement en combustible, du fioul lourd, est livré par des wagons-citernes spécifiques à ce produit. Ensuite les livraisons s'effectuent par camion du fait de la radiation de l'ensemble de son parc de ces wagons par la SNCF. La reprise a lieu en 2001 du fait de décision prise par EDF d'appliquer le directives européennes et les nouvelles normes concernant la pollution. Une convention est signée entre EDF et la SNCF pour un marché du transport par train du nouveau combustible utilisé, du fioul domestique (moins polluant). Un budget de 12 millions est consacré à la vérification et à la remise en état de l'embranchement. Au mois d'octobre 2001, 5 100 tonnes de carburant sont livrées par quatre trains de 22 wagons-citernes venant de la raffinerie de Donges.

### EP Cobrena
Situé en direction de Landerneau il dessert le site de la Cobrena, filiale du groupe coopératif Triskalia.
Le volume annuel de transport des livraisons de céréales pour la fabrication d'aliments du bétail est, au début des années 2000, de 15 000 tonnes.